# كاستالا
بلدية كاستالا (بالإسبانية: Castalla)‏, هي بلدية تقع في مقاطعة اليكانتي. جنوب شرق إسبانيا. يبلغ عدد سكانها 7.940 نسمة.

## وصلات خارجية
- (بالإسبانية)